# Schloss Reichstädt

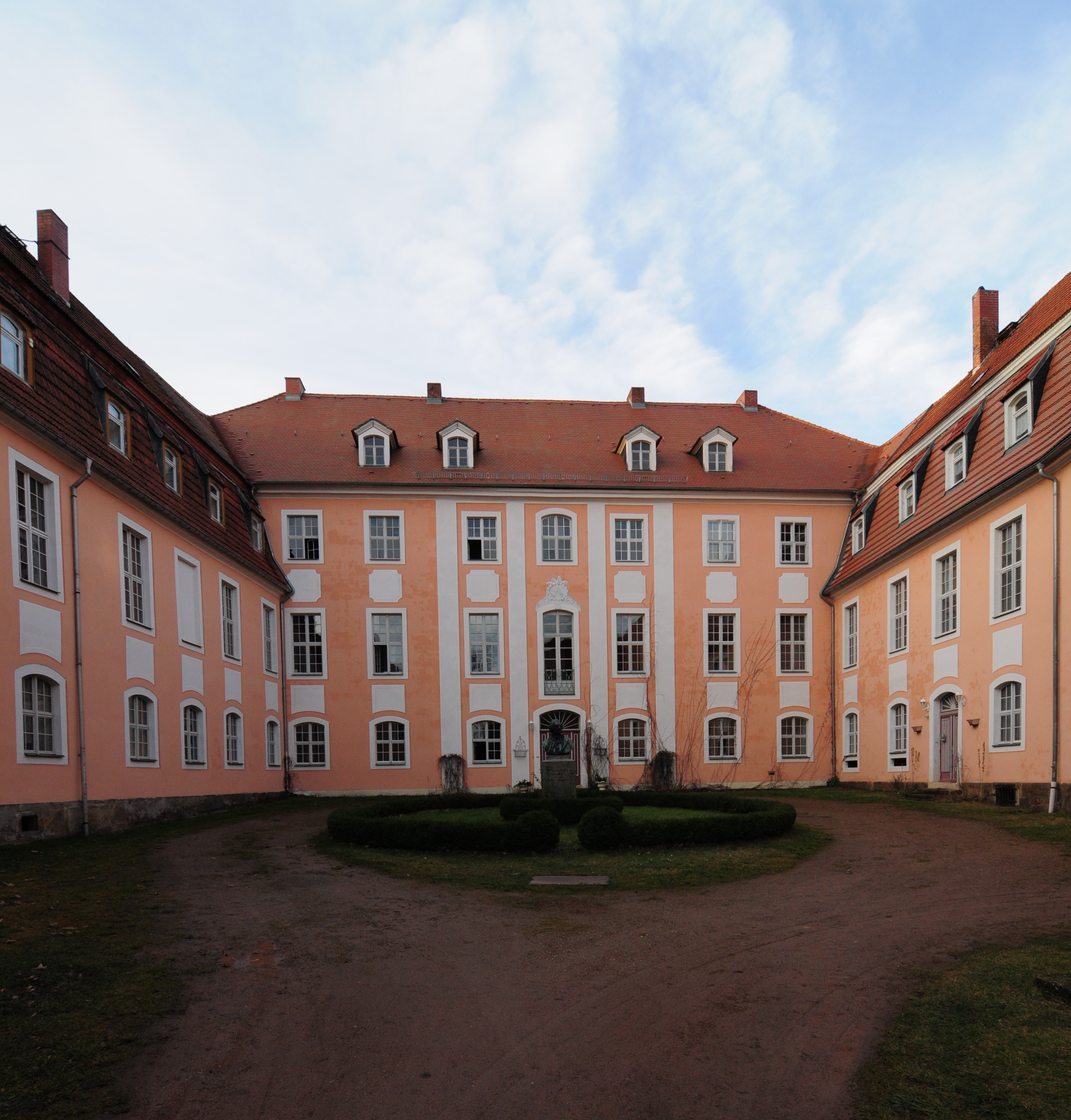
Schloss Reichstädt, Ehrenhof

Das Schloss Reichstädt liegt im Ortskern von Reichstädt, einem Ortsteil von Dippoldiswalde, etwa 20 km südlich von Dresden.

## Geschichte

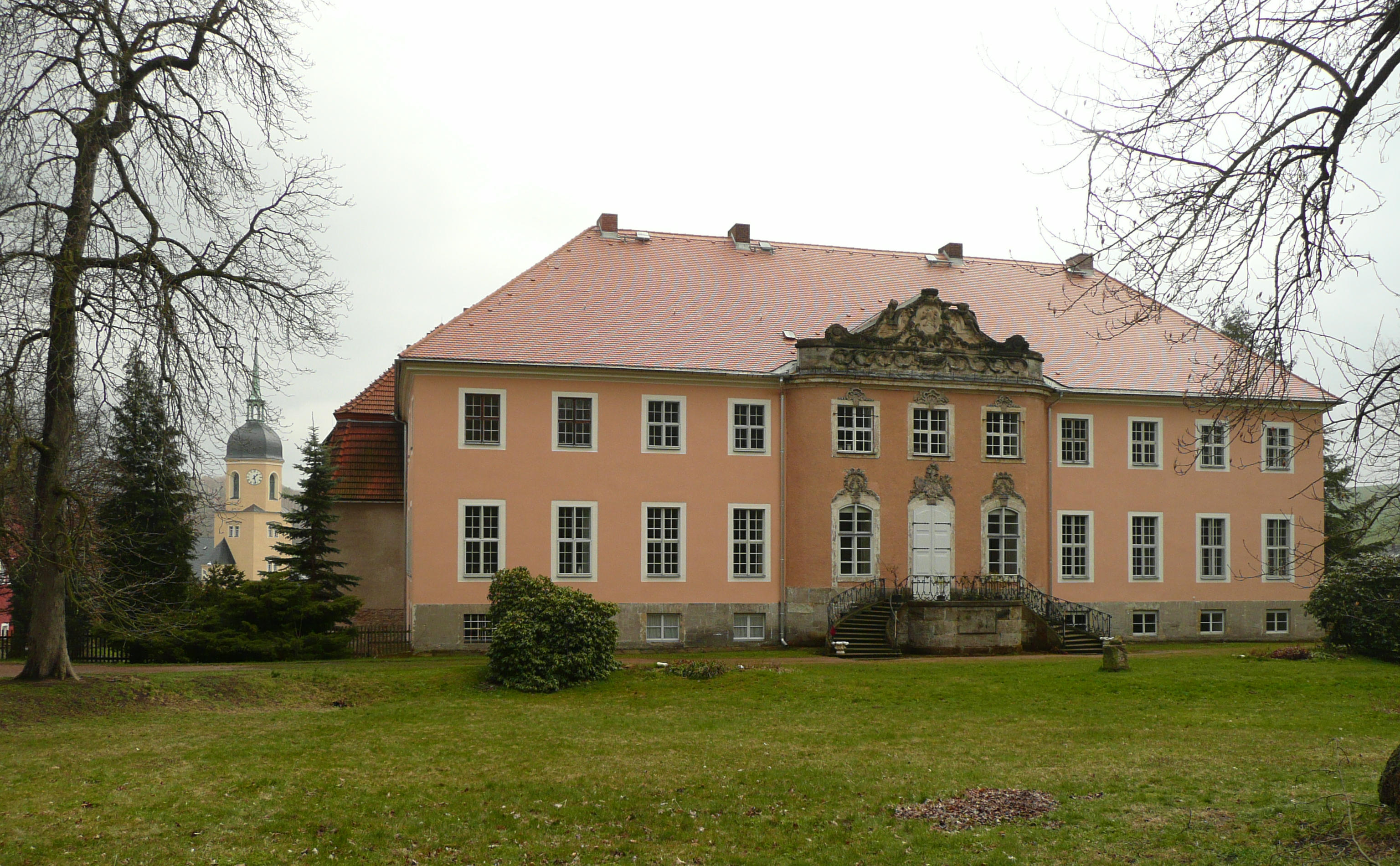
Schloss Reichstädt, Parkseite

Die Ursprünge des Schlosses gehen auf ein Rittergut zurück, das in Reichstädt wahrscheinlich schon seit dem 13. Jahrhundert bestand. Bereits 1336 wurde ein Herrensitz der Herren von Reichenstadt erwähnt. 1503 erwarb es der Bergherr Sigismund von Maltitz, der 1507 durch die Erfindung des Nasspochwerkes zu Wohlstand gelangte. Unter seinem Nachkommen Heinrich von Maltitz wurde das Rittergut 1535 zu einem Wasserschloss umgebaut. Von diesem Umbau zeugt der im Stil der Renaissance erbaute Ostflügel mit seinem Rundturm. Insgesamt liegen aber wenig Informationen aus dieser Phase der Schlossgeschichte vor. Aus einer Vermessungskarte von 1570 wird lediglich deutlich, dass die Anlage aus einer Ansammlung zweigeschossiger Gebäude bestand, die von einem Wassergraben umgeben waren.
1569 ging das Anwesen in den Besitz des sächsischen Kurfürsten August I. über, der es als Jagdschloss nutzte. Im Dreißigjährigen Krieg wurden Schloss und Wirtschaftsgut 1632 von Truppen Heinrich von Holks teilweise zerstört. Ab 1639 erfolgte der Neuaufbau unter dem Hofmarschall und Amtshauptmann Heinrich von Taube, der die Anlage von Kurfürst Johann Georg I. als Schenkung erhielt. 1682 ging das Schloss durch Verkauf in den Besitz derer von Nostitz über. 1717 verkaufte Gottlob von Nostitz Schloss Reichstädt an seine Schwester Charlotte Christiane von Nostitz, die Frau von Caspar Abraham von Schönberg (1680–1763) auf Maxen und Wittgensdorf. Damit gelangte Reichstädt in die Hände der sächsischen Adelsfamilie von Schönberg, die das Schloss bis 1945 besaß und seit 1998 erneut in Besitz hat.

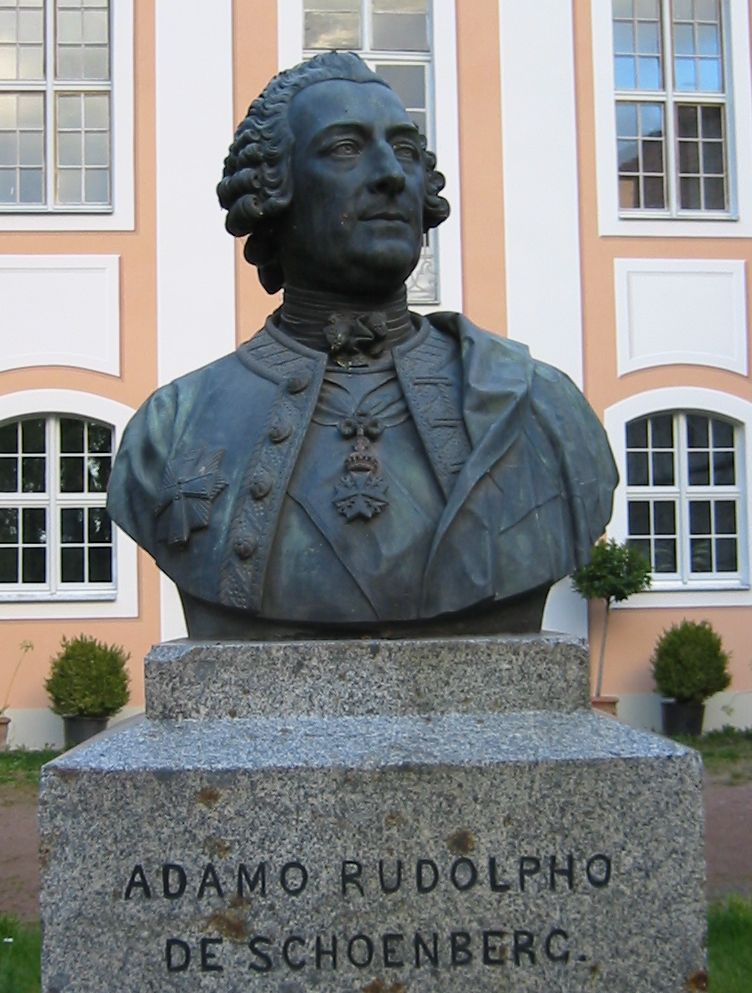
Adam Rudolph von Schönberg

Im Siebenjährigen Krieg entstanden erneut größere Schäden am Schloss. Im Jahr des Kriegsendes gelangte Reichstädt in den Besitz des Generalpostmeisters Adam Rudolph von Schönberg, der es 1765–1776 zu einer Barockanlage mit Park ausbauen ließ. Dabei vereinigte man die einzelnen Gebäudeteile zum Komplex einer Vierflügelanlage. Der westliche Teil des Wassergrabens wurde zugeschüttet, um einen fließenden Übergang zum Parkbereich zu erhalten. Im Inneren erhielt Reichstädt eine aufwendige Rokokoausstattung. An Adam Rudolph von Schönberg erinnert eine im Schlosshof aufgestellte Bronzebüste. Schloss Reichstädt wurde innerhalb der Linie von Adam Rudolph von Schönberg weiter vererbt. Da dieser 1772 Schloss Purschenstein als Erbgut erhielt, wohnten er und seine Nachkommen nur noch zeitweise in Reichstädt. Unter Caspar Hugo von Schönberg (1833–1890) erfolgte die teilweise Umgestaltung des barocken Schlossparks in einen ländlich geprägten Landschaftspark. Er ließ 1858 auch den Gedenkstein an Adam Rudolph von Schönberg errichten.
Während des Zweiten Weltkrieges diente Schloss Reichstädt auch als Auslagerungsort für Kunstschätze und nahm u. a. Teile des Schwanenservice von Heinrich von Brühl auf. Im Mai 1945 verwüsteten sowjetische Soldaten die wertvolle Innenausstattung des Schlosses. Die letzten Besitzer, Hans und Margarete von Schönberg, enteignete die sowjetische Besatzungsmacht im Rahmen der Bodenreform, so dass sie im Oktober 1945 unter Zurücklassung ihres gesamten Besitzes in die westlichen Besatzungszonen gingen. Auch das Denkmal an Adam Rudolph von Schönberg wurde entfernt.
In den folgenden Jahrzehnten erfolgte eine Nutzung des Schlosses für kulturelle Zwecke u. a. als Kindergarten, Schule sowie Pionier- und Kulturhaus sowie als Wohnhaus. Für die neuen Nutzungen erfolgten im Inneren teils erhebliche Umbauten, äußerlich blieb das Schloss in seiner Grundsubstanz aber erhalten. Nach der Wende stand die Anlage zeitweise leer, bevor sie 1998 für einen Kaufpreis von 30.000 DM von Dr. Ilse von Schönberg erworben wurde und somit wieder in den Besitz der von Schönbergs zurückkehrte.
Mit dem Rückerwerb begann die schrittweise Sanierung der baulich wertvollen Anlage, die derzeit noch nicht abgeschlossen, aber bereits weit vorangeschritten ist. Mittlerweile ist das Schloss bei einem Mitteleinsatz von ca. 2 Millionen € zu etwa 60 % saniert (Stand Frühjahr 2015). Im Zuge der Sanierung wurden u. a. wertvolle Seccomalereien aus dem Barock und bemalte Holzbalkendecken aus der Renaissance freigelegt. Teile der Schlossräumlichkeiten stehen der Öffentlichkeit für Veranstaltungen und Übernachtungen zur Verfügung.

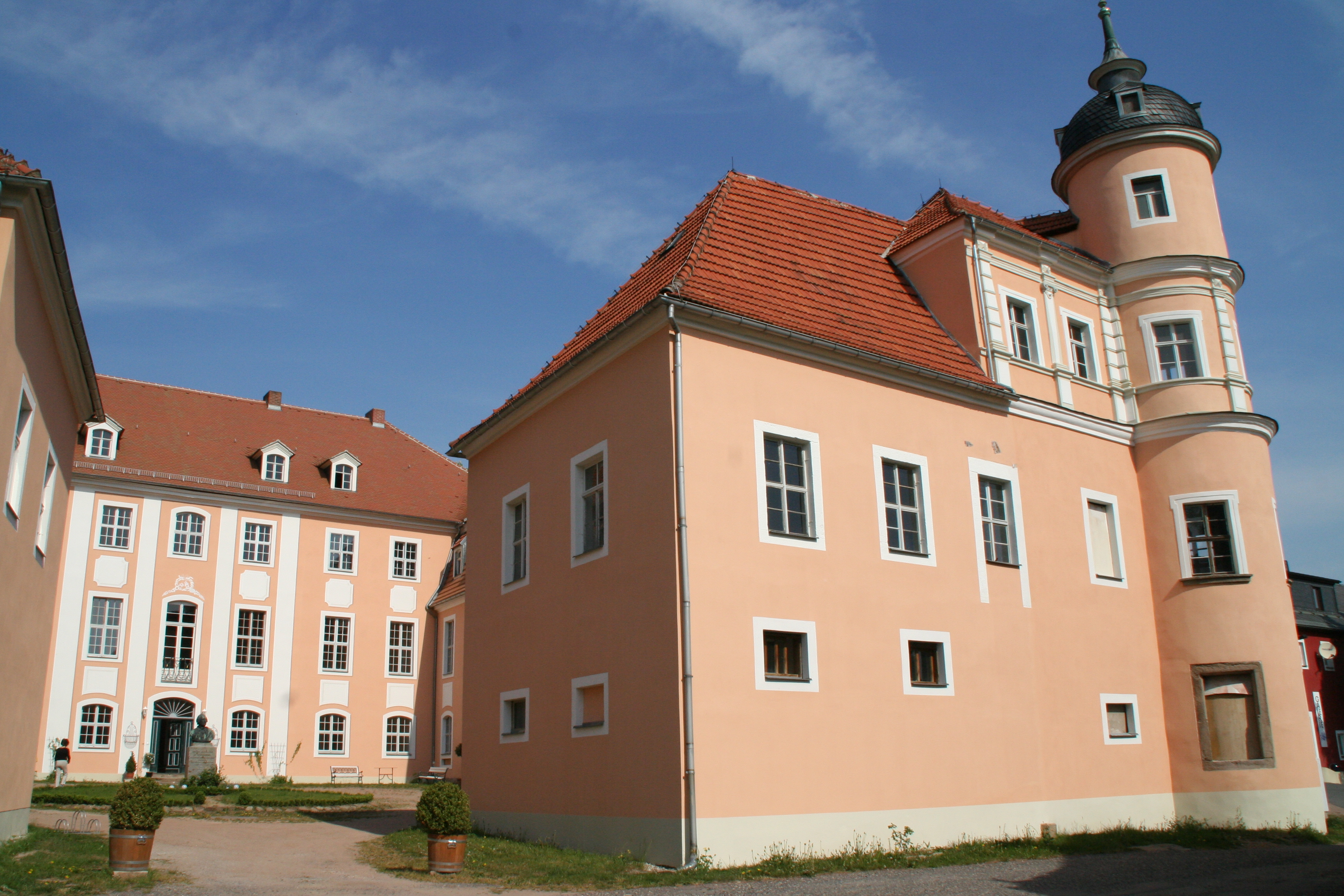
Einfahrt
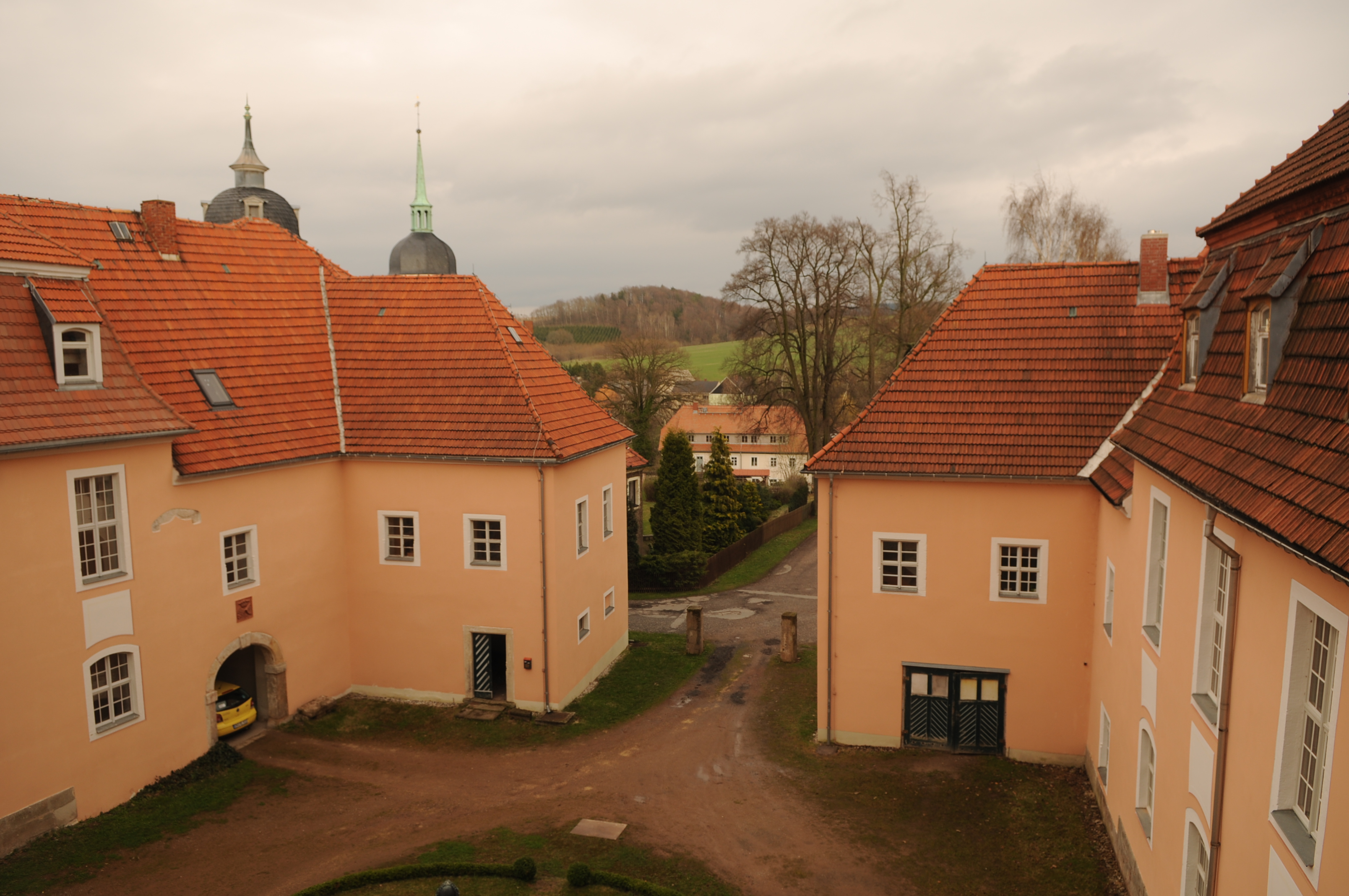
Seitenflügel
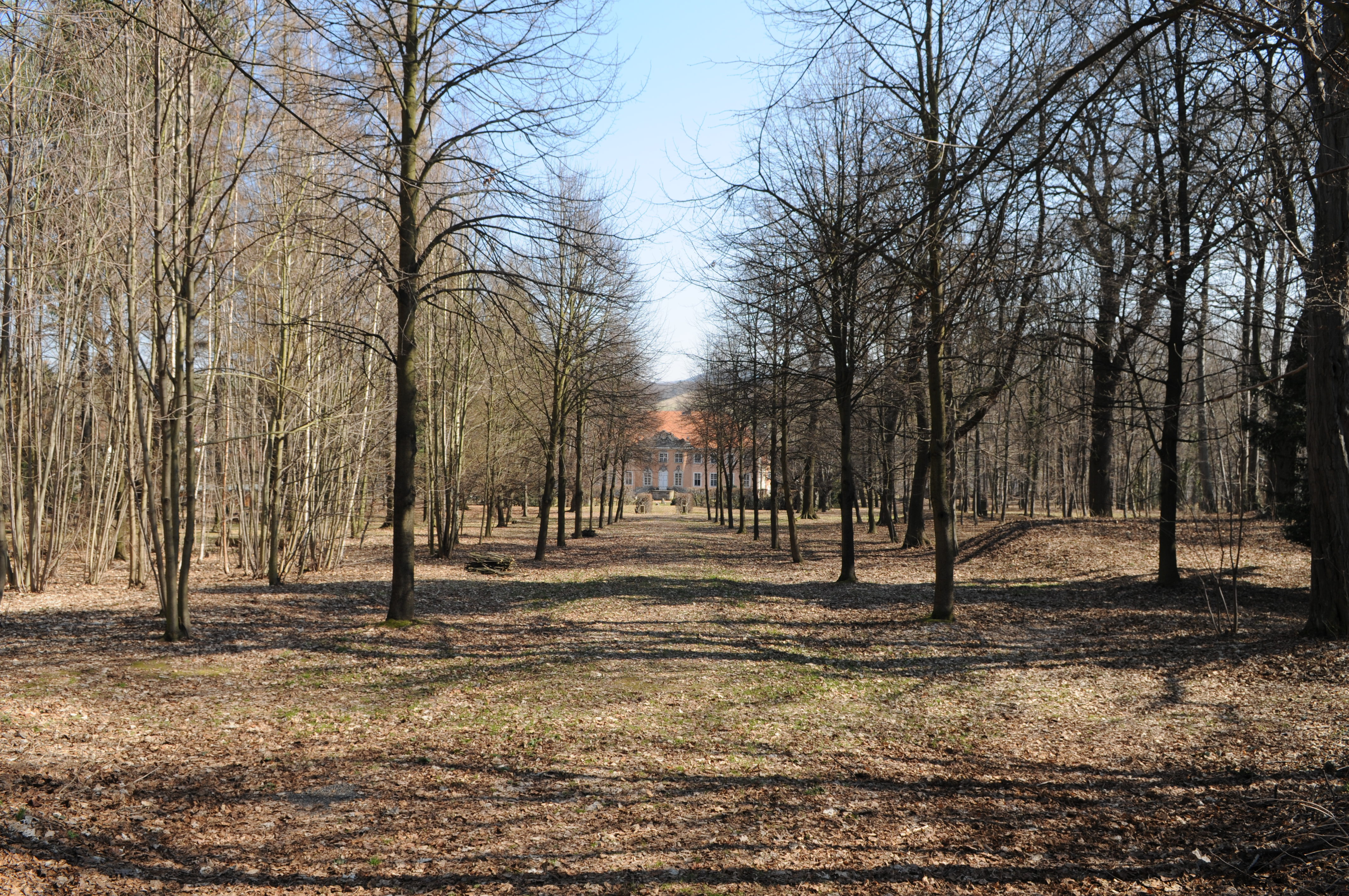
Achse auf das Schloss
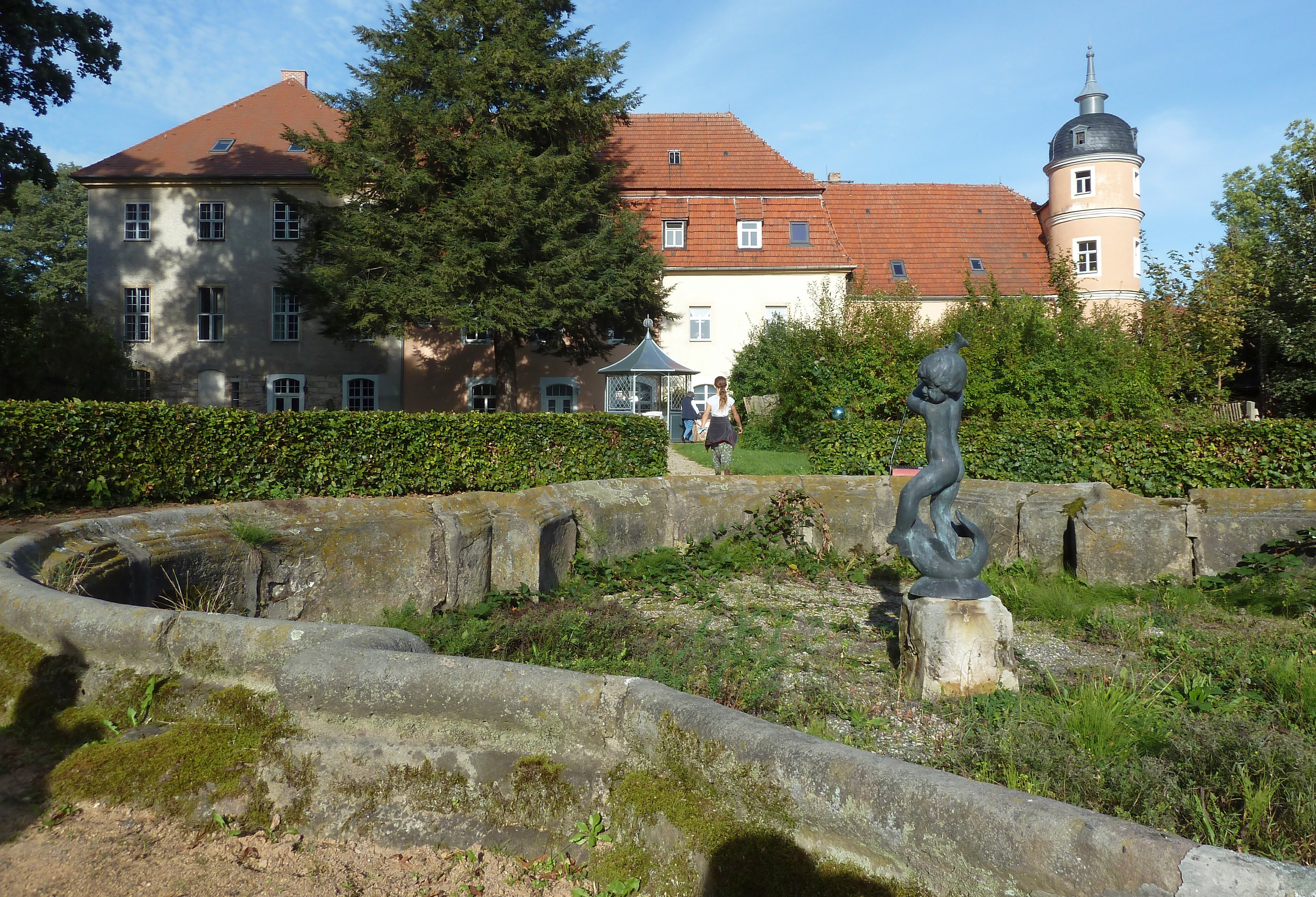
Wirtschaftsgarten südwestlich des Schlosses
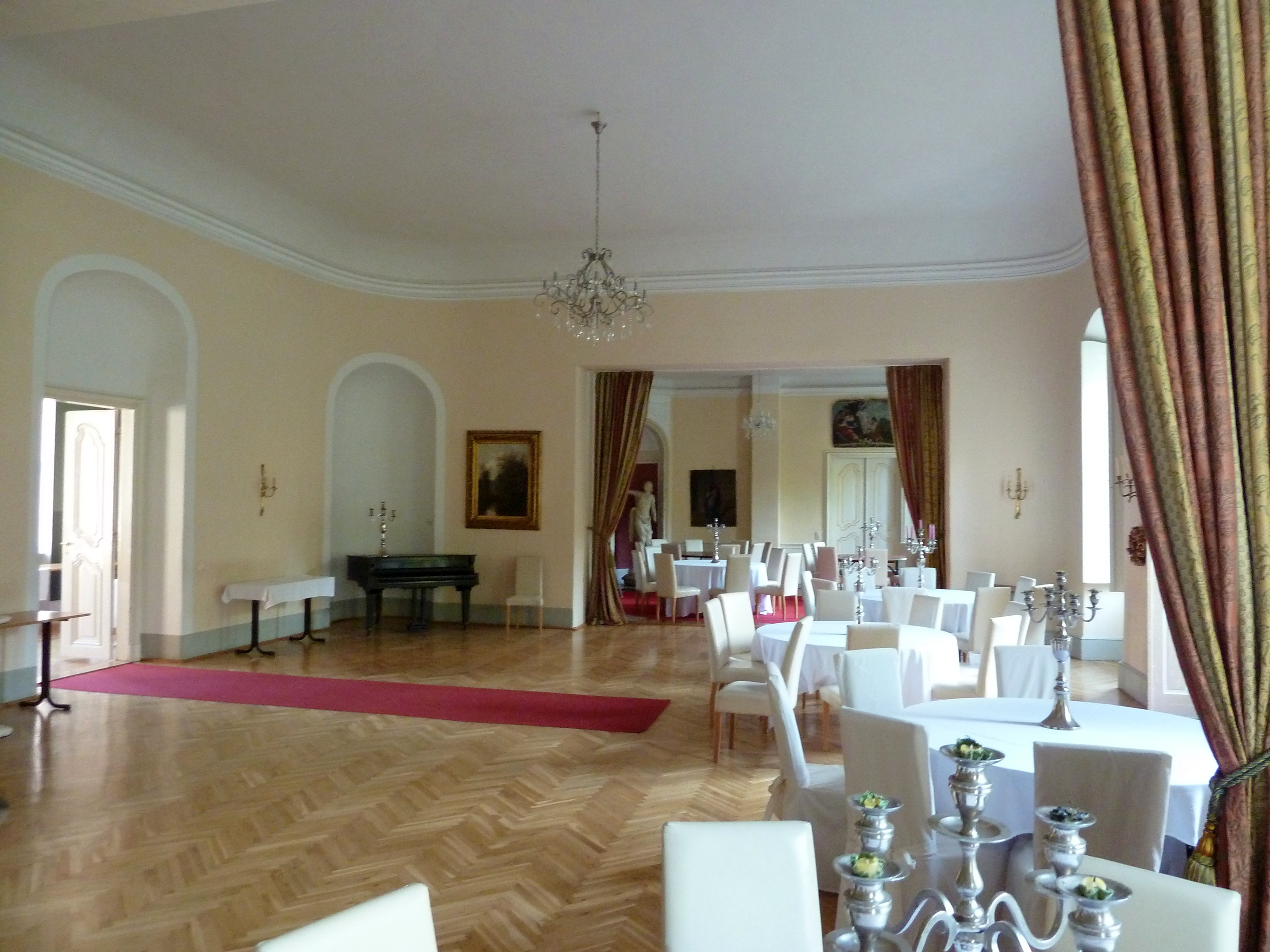
Gartensaal

## Berühmte Personen auf Schloss Reichstädt
- Prinz Heinrich von Preußen (1726–1802), nutzte das Schloss 1748 als Quartier
- Prinz Karl von Sachsen (1733–1796), wohnte nach seiner 1763 erzwungenen Abdankung als Herzog von Kurland und Semgallen eine Zeit lang auf Reichstädt, für ihn wurde das Schloss ab 1765 im Innern aufwendig ausgestattet
- Zar Alexander I. (1777–1825), bezog im August 1813 auf einem Feldzug im Zuge der Befreiungskriege zusammen mit seinem Generaladjutanten Jean-Victor Moreau im Schloss Quartier